# Église Chợ Quán
L'église Chợ Quán (en vietnamien : Nhà thờ Chợ Quán) ou église du Sacré Cœur de Jésus (en vietnamien : Nhà thờ Thánh Tâm Chúa Giêsu) est une église paroissiale catholique, dépendant de l'archidiocèse d'Hô Chi Minh-Ville située dans le 5e arrondissement à Hô Chi Minh-Ville au Viêt Nam.

## Présentation
D'architecture romane, l'église a été à plusieurs reprises détruite et reconstruite en 1727, 1733, 1793, 1862, 1882 et l'édifice actuel a été inauguré en 1896,.
La paroisse de Cho Quan est la plus ancienne paroisse de Hô Chi Minh-Ville.

## Illustrations

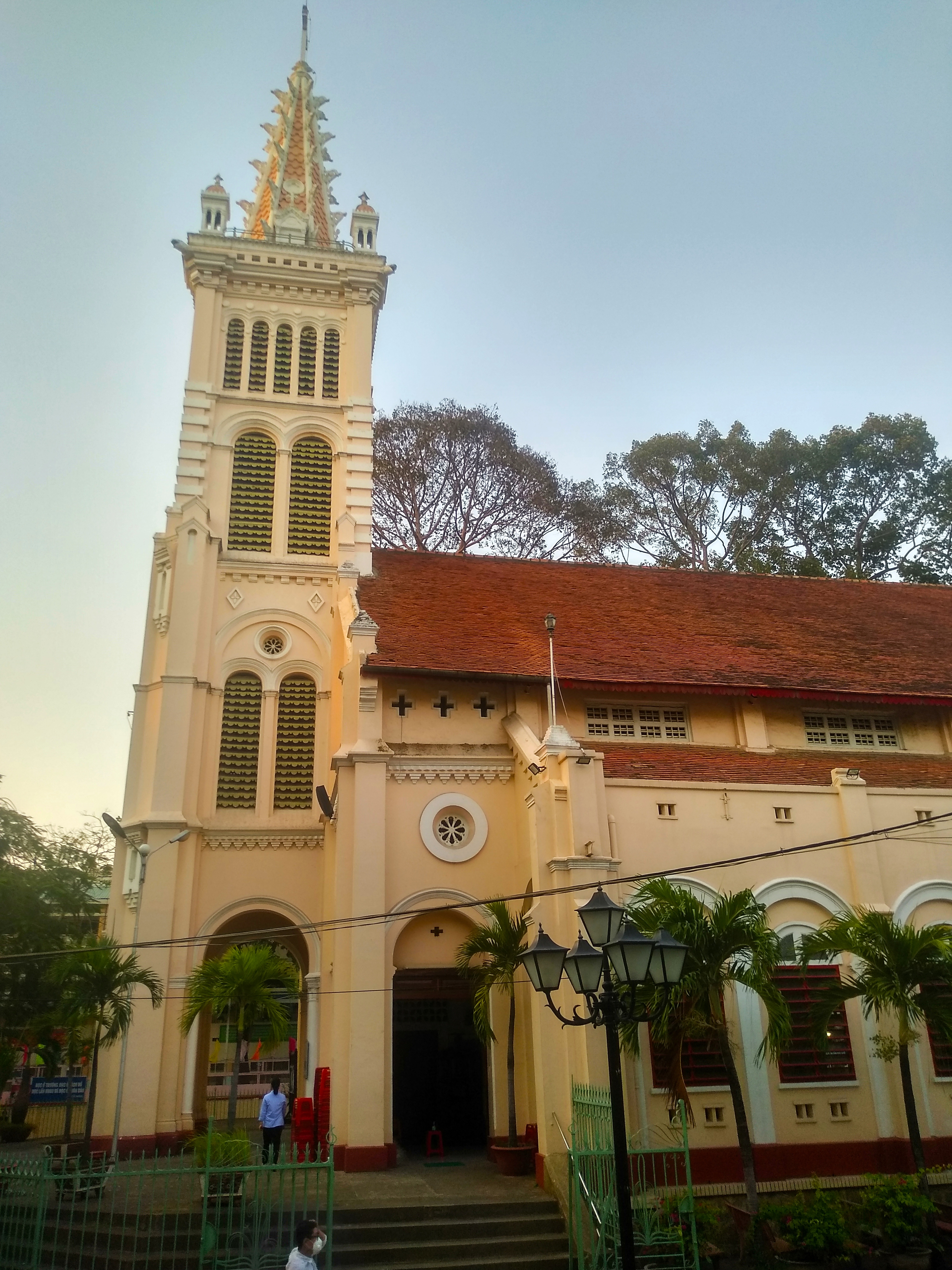
L'église.
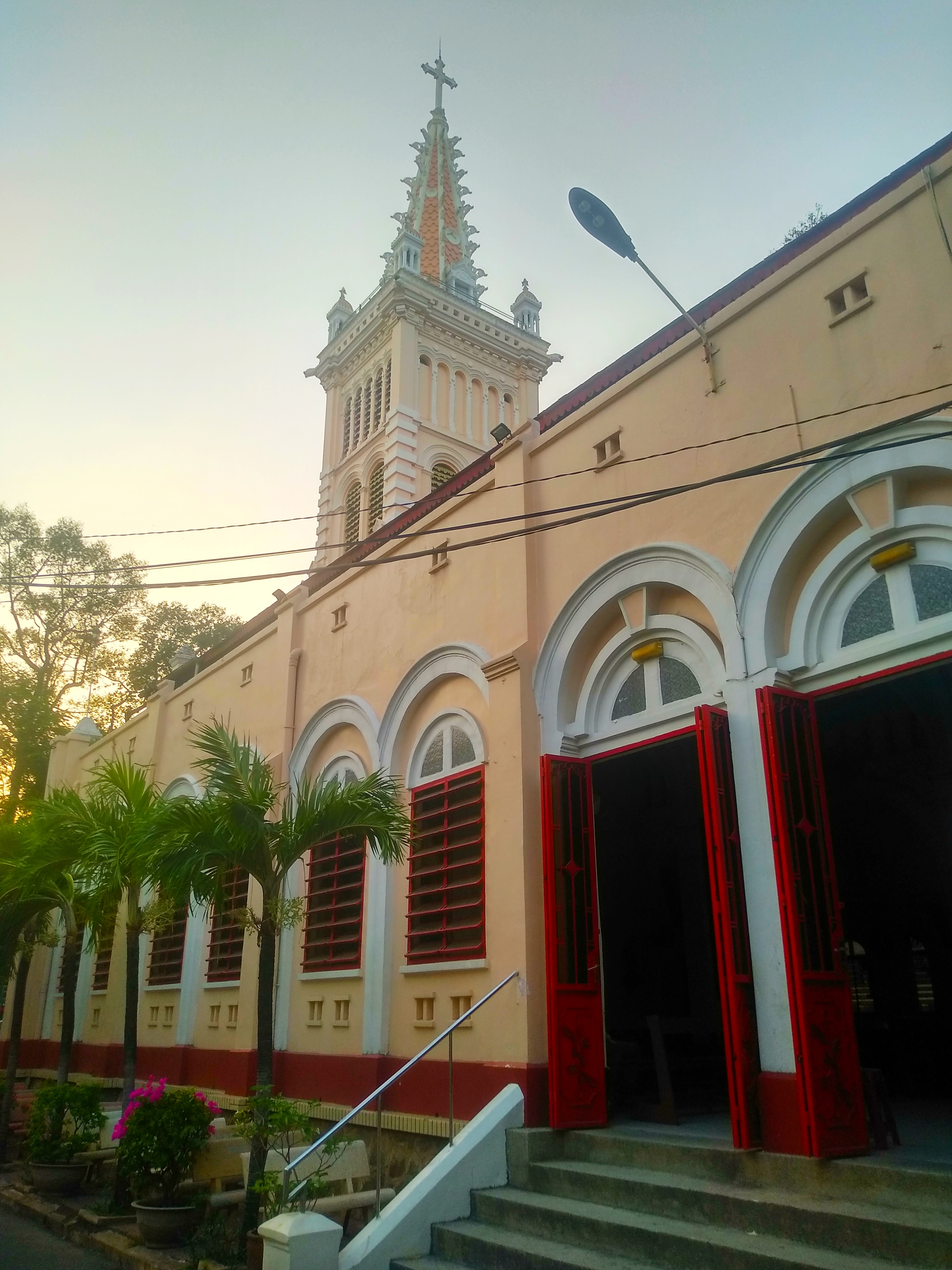
L’arrière.
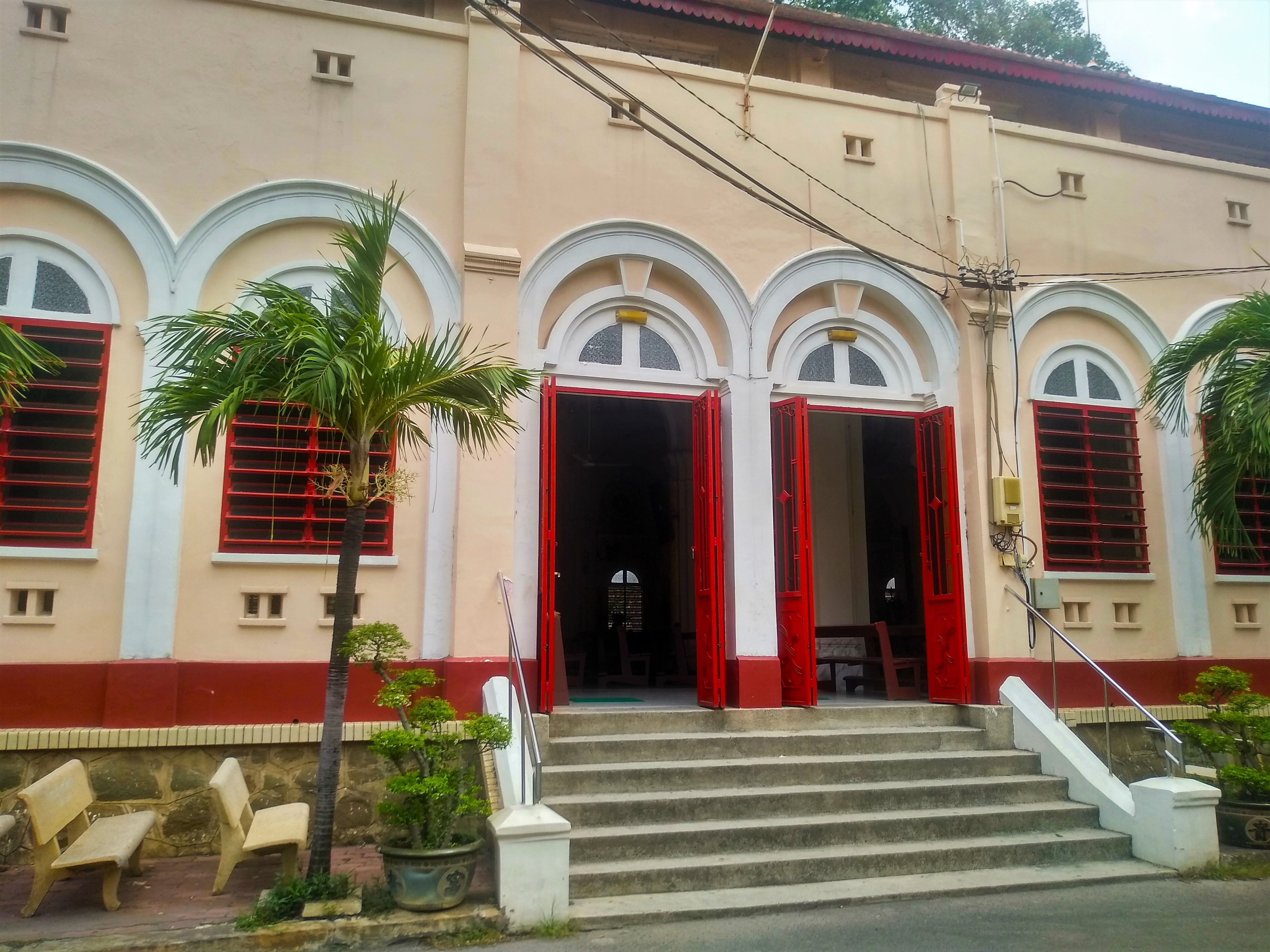
Porte latérale.
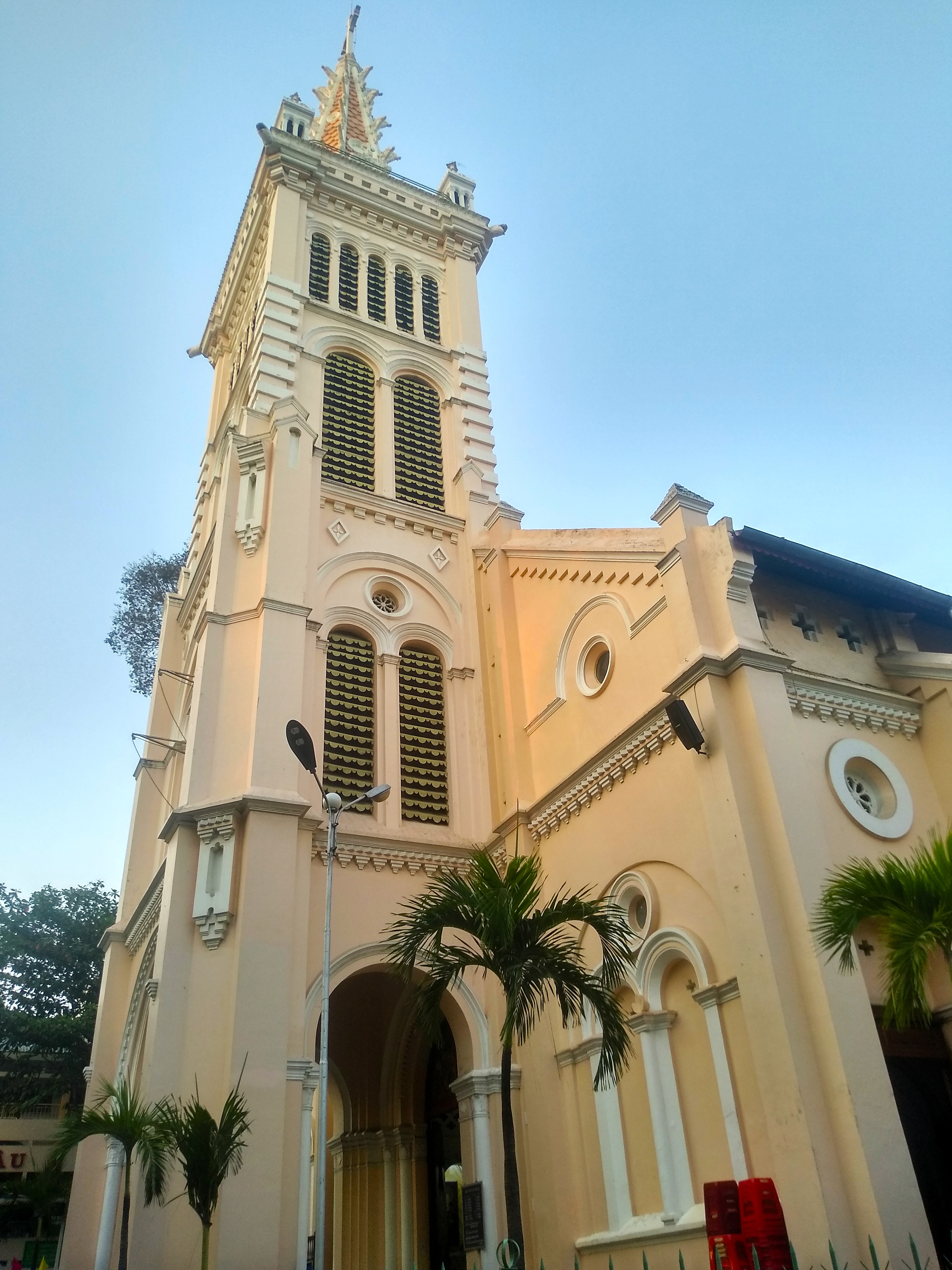
Vue du clocher.

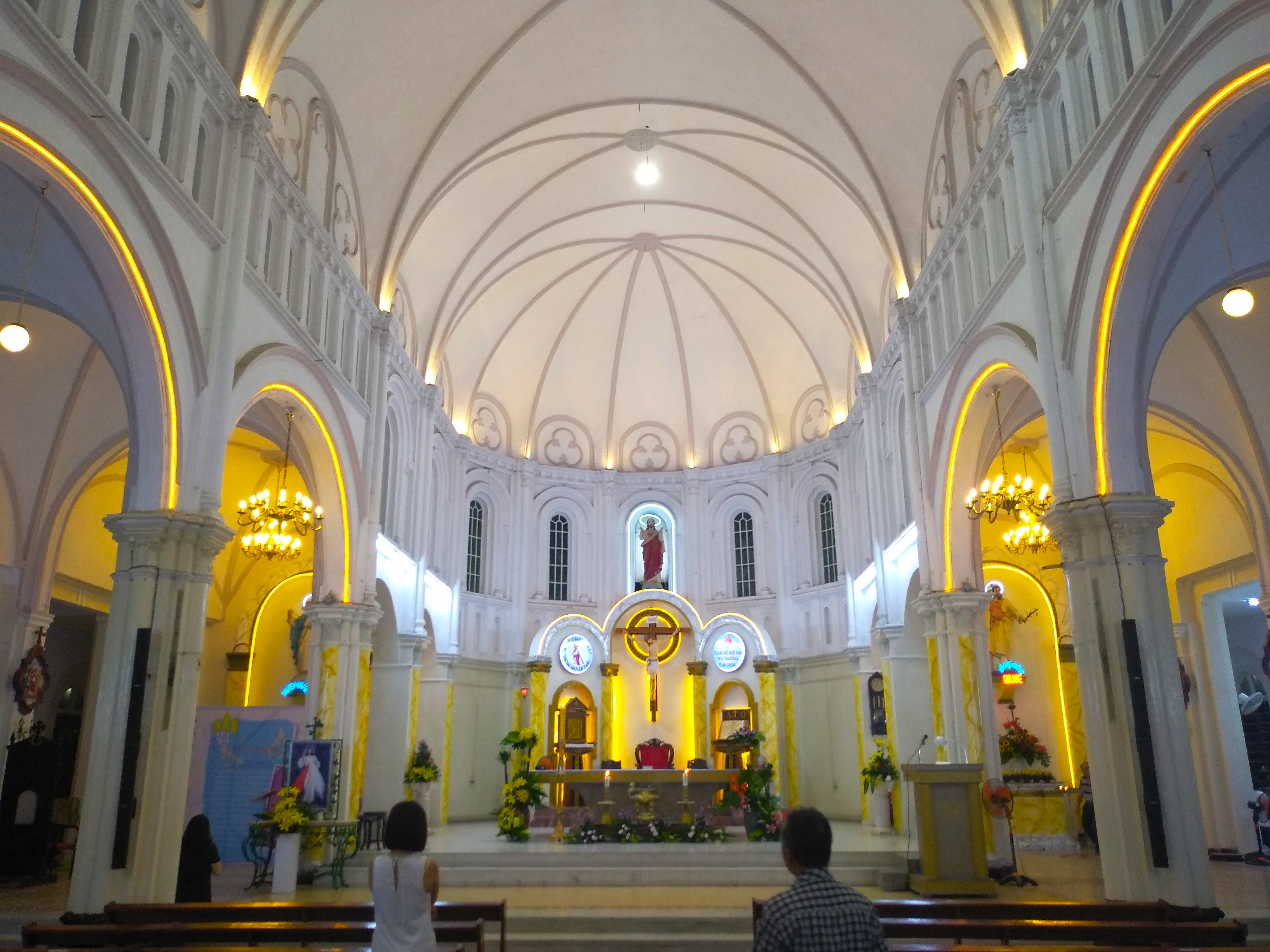
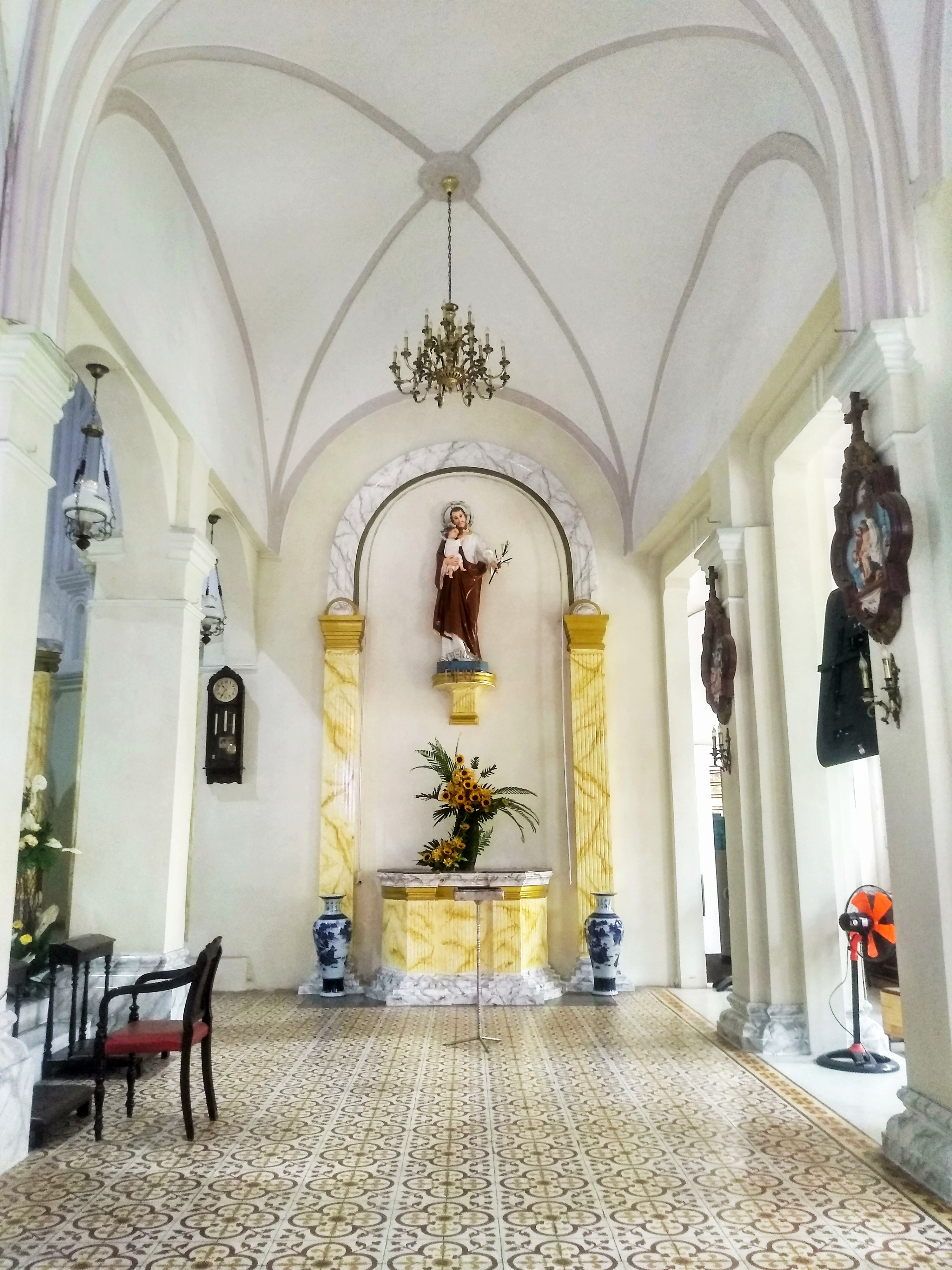
Statue de Saint Joseph dans l'église.
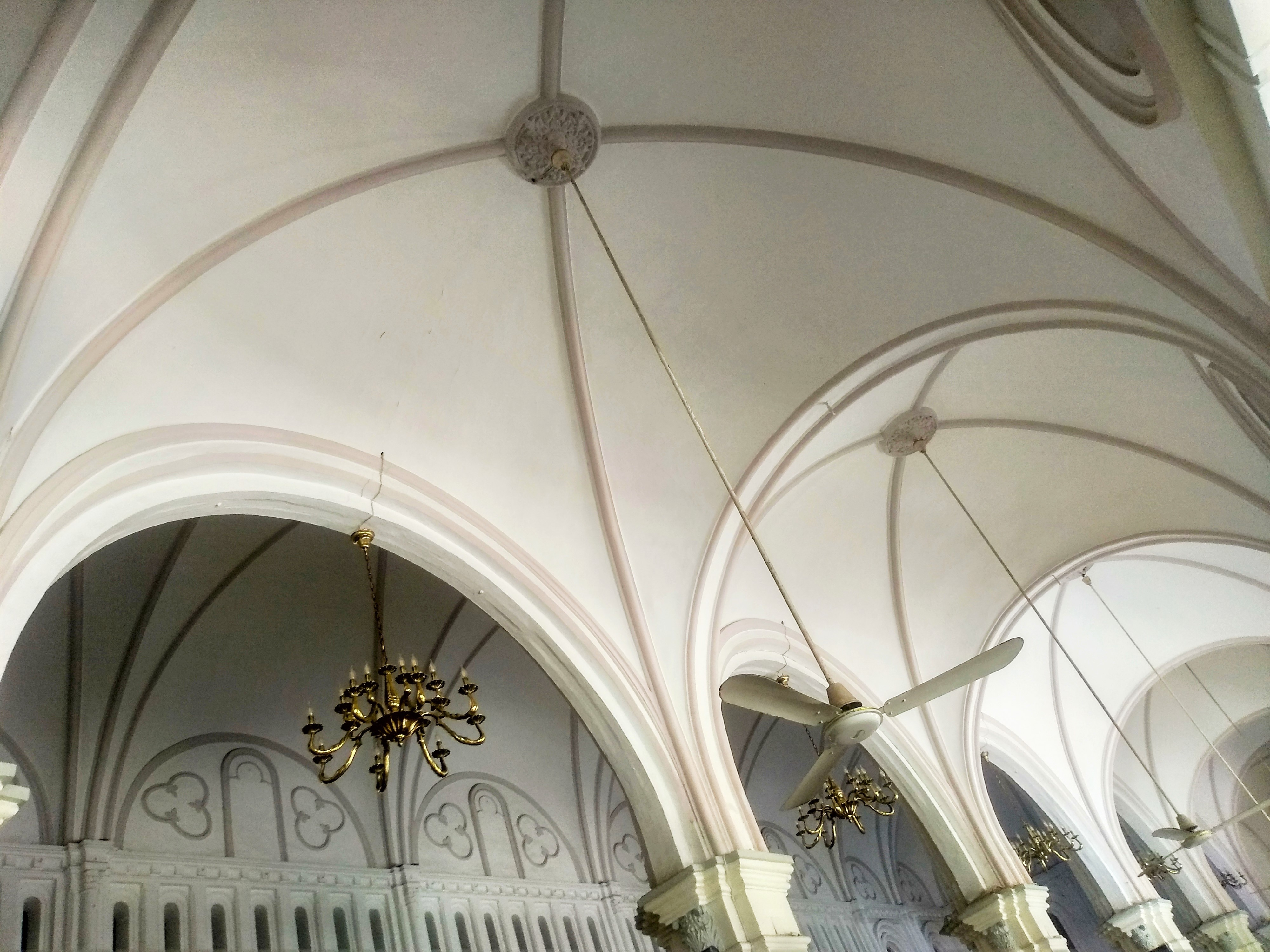
Lustres de l'église.
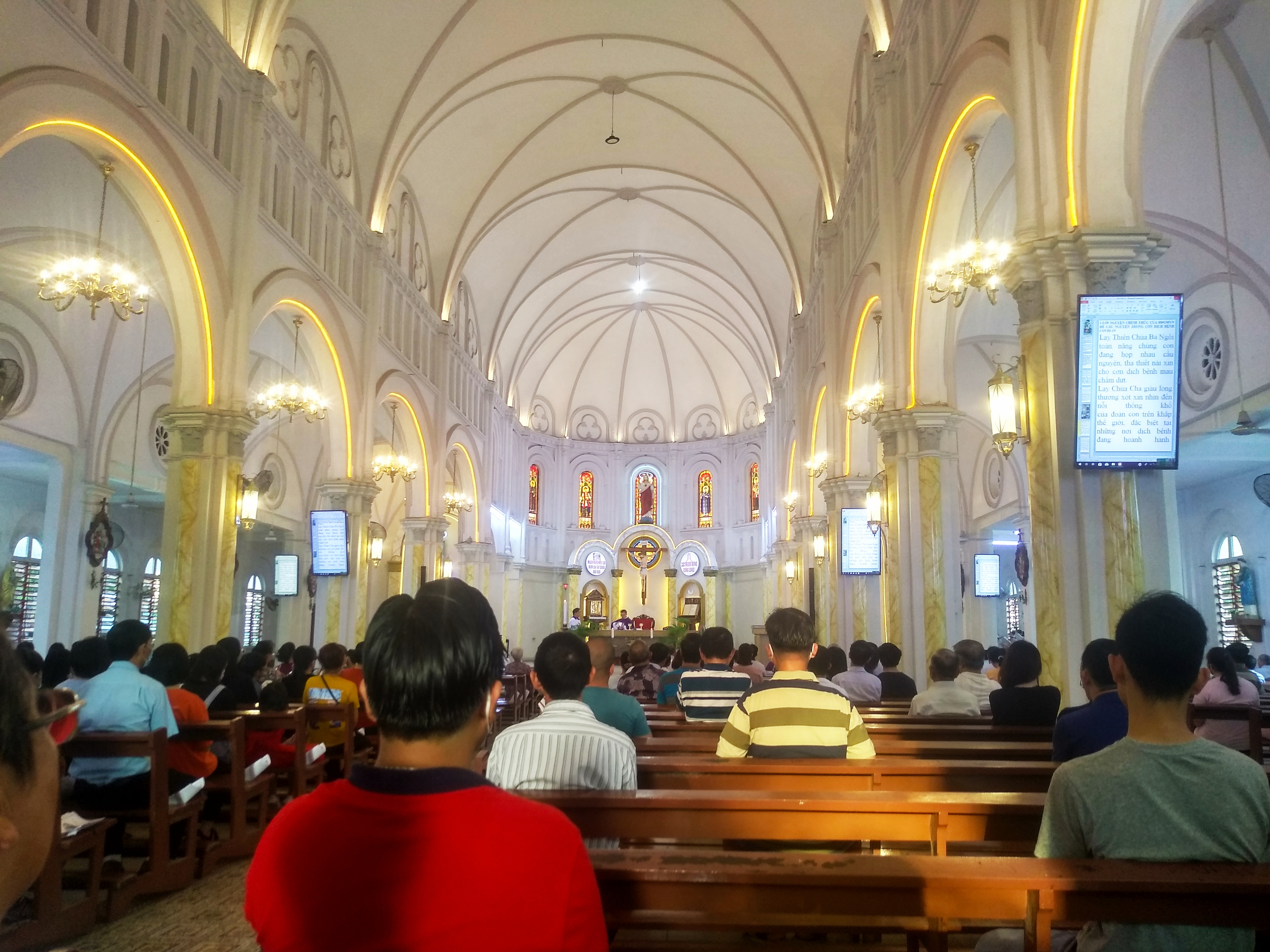
Messe dominicale à l'église.